# Шершень Владислав Олександрович
Владислав Олександрович Шершень (нар. 13 січня 2006, Київ, Україна) — український футболіст, центральний захисник ковалівського «Колоса».

## Клубна кар'єра
Народився в Києві. У ДЮФЛУ з 2019 по 2021 рік виступав за столичні «Арсенал» та ФЦ «Арсенал», а також за «Колос». Після початку повномасштабного вторгнення залишив Україну, тренувався з італійським «АСД Серілдокс Камісано». На початку жовтня 2022 року повернувся до «Колоса», в складі якого виступав в юнацькому чемпіонаті України. Вперше до заявки першої команди ковалівців потрапив 16 серпня 2024 року на програний (0:1) виїзний поєдинок 3-го туру Прем'єр-ліги України проти одеського «Чорноморця», але просидів усі 90 хвилин на лаві запасних. На професійному рівні дебютував за «Колос» 31 серпня 2024 року в програному (1:2) виїзному поєдинку 5=го туру Прем'єр-ліги України проти «Олександрії». Владислав вийшов на поле в стартовому складі та відіграв увесь матч. 

## Кар'єра в збірній
Вперше виклик до юнацької збірної України (U-18) отримав 6 вересня 2023 року на програний (2:3) товариський матч проти юнацької збірної США (U-17), але просидів усі 90 хвилин на лаві запасних. Загалом тричі потрапляв до заявки команди U-18, але в жодному з матчів на полі не з'являвся.
За юнацьку збірну України (U-19) дебютував 6 вересня 2024 року в нічийному (2:2) товариському поєдинку проти однолітків зі Швейцарії. Шершень вийшов на поле в стартовому складі та відіграв увесь матч. Станом на 30 грудня 2024 року провів 5 поєдинків у футболці юнацької збірної України (U-19).